# Coronaparty

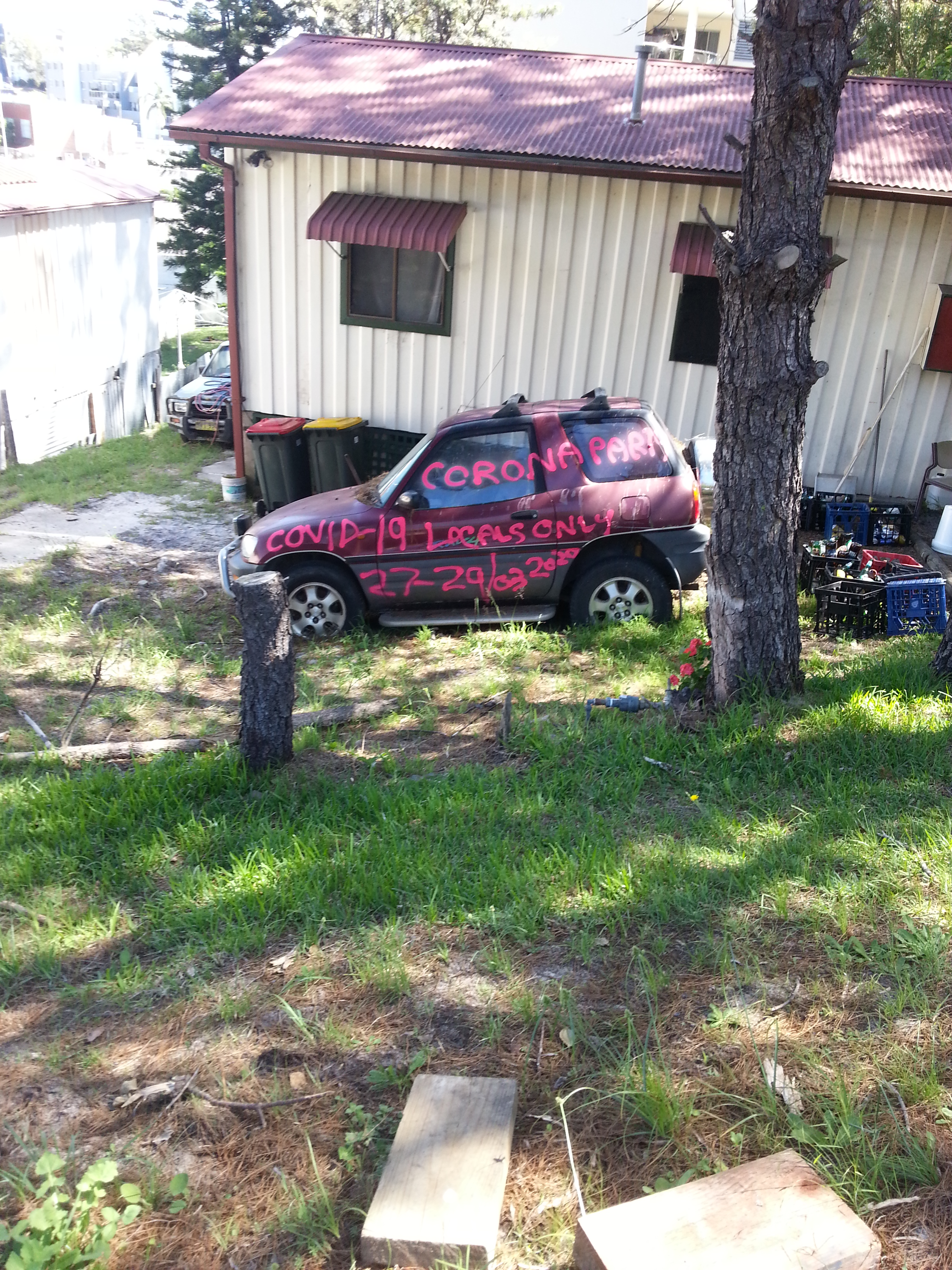
Reclame voor een coronaparty op een auto in Australië (20 maart, 2020)

Met coronaparty (ook wel coronafeest, coronavirusfeest, anticoronafeest, lockdownparty en schijt-aan-coronafeestje) wordt een gezellige bijeenkomst bedoeld gedurende de coronapandemie van 2019/2021 (de 'coronacrisis'). Volgens politie en persberichten gaat het vaak om jongeren die een feest in het openbaar, in clubs of thuis vieren. De uitdrukking wordt soms tussen aanhalingstekens gebruikt. Dergelijke en andere schendingen van de anticorona-maatregelen worden scherp bekritiseerd door wetenschappers en politici.
In vele landen waaronder België, Nederland en Suriname zijn feestjes buiten of thuis verboden. De voorzitter van het Nederlandse Veiligheidsberaad, Hubert Bruls, kondigde op 26 maart 2020 aan dat de gemeentes gaan handhaven. In een model-noodveroordening voor de enkele veiligheidsregio's worden coronafeestjes expliciet vermeld ('in studentenhuizen, garages, loodsen en dergelijke').
'Coronaparty' werd in woordenboeken voor verschillende talen opgenomen. In Oostenrijk werd dit het Unwort des Jahres 2020, een negatief bedoelde onderscheiding.

## Motiveringen
De redenen om dergelijke feesten te organiseren en bij te wonen is vaak meervoudig. Vaak zijn eenzaamheid of verveling het motief, vooral wanneer de coronamaatregelen de mogelijkheden tot (sociaal) vertier sterk hebben ingeperkt. Het noodgedwongen thuis zitten, vooral wanneer men de baan is verloren of deze op de tocht staat, veroorzaakt stress die men wil ontladen. Bovendien zijn een aantal (vooral jongeren) skeptisch over COVID-19, menen dat het met de besmettelijkheid en dodelijkheid wel meevalt, of menen ze dat de ziekte voor hen als jongere mild zal verlopen. Daarbij hopen ze op immuniteit of volgen ze de redenering dat als je het al hebt je het niet meer kan krijgen, vergelijkbaar met bugchasing. Bovendien speelt er in veel gevallen een zeker aspect van rebellie tegen de coronamaatregelen of tegen het gezag van de overheid in het algemeen in mee, vooral wanneer men door de maatregelen direct geraakt is in de baan of onderneming (de overheid of maatschappij ´terugpakken´). Een ander motief is het voor het aanscherpen van de regels nog een keer flink de bloemetjes buiten zetten, daarin vaak aangemoedigd door de horeca die nog een keer flink omzet wil draaien voordat men dicht moet. Men kan hier een zekere parallel trekken met zowel bugchasing en pokkenparties als met de verschillende kermisoproeren waarbij onbegrip en frustratie over het wegnemen van vertier leidde tot maatschappelijke onrust. Uiteraard kan de spanning van iets doen dat niet mag eveneens een kick geven.

## Voorbeelden
Er zijn veel politie- en mediaberichten over coronaparty's. Statistieken over het totale aantal of de frequentie, of wetenschappelijke studies, zijn nog niet beschikbaar.
Al vóór de strengere maatregelen, zoals de sluiting van scholen en restaurants, waren er infecties in Duitse clubs. De Tagesspiegel uit Berlijn vermeldde op 10 maart dat 17 van de 48 gemelde gevallen in Berlijn te wijten waren aan één clubbezoeker. Volgens de website van de Duitse hoofdstad (15 maart) waren er 263 infecties met het coronavirus in Berlijn. 42 hiervan waren te wijten aan evenementen in één club.
Volgens Het Laatste Nieuws op 15 maart hebben veel Belgen kort voor nieuwe maatregelen voor social distancing nog feesten georganiseerd:
[...] vrijdagavond, vlak voordat de strenge coronamaatregelen van kracht gingen, zetten veel landgenoten nog ‘een laatste keer’ de bloemetjes buiten. Tal van coronaparty's werden op de valreep georganiseerd, initiatieven waar ook experts niet mee konden lachen. Die feestjes zullen een negatieve invloed hebben op de evolutie van het virus, klonk het onder meer.— Het Laatste Nieuws
De Duitse Schwäbische Post berichtte op 19 maart 2020 over ongeveer 40 jongeren die elkaar bij de ruïne Rosenstein in Heubach zouden hebben ontmoet. De party werd kort voor 15.00 uur gemeld door een beller. De politie arriveerde met verschillende patrouillewagens en vermaande de jongeren, die spijt toonden en vrijwillig de plaats verlieten.
De Oostenrijkse zender ORF deed verslag van een bijeenkomst met harde muziek van vier mannen op zaterdag 21 maart 2020 in een club in Heiligenkreuz am Waasen. De politie maakte een eind aan de party en gaf de mannen aan. Het deelnemende Stiermarkse lid van de Landtag Gerhard Hirschmann (FPÖ) werd intern en door andere partijen bekritiseerd en trad vervolgens af.
Volgens de Telegraaf is een jonge deelnemer van een Amerikaans coronavirusfeestje besmet geraakt. Het feestje werd ondanks het beleid van social distancing georganiseerd. De gouverneur van de deelstaat Kentucky was daar woedend over.
Op 27 maart deed Omroep Brabant verslag van een 21-jarige man uit Den Bosch die een coronafeestje wilde organiseren. De gemeente stelde hem een 'forse dwangsom in het vooruitzicht' (10.000 euro).
Op Urk heeft de politie op de avond van 27 maart vastgesteld dat 10-15 jongeren rondom een kampvuur bijeen waren. De jongeren vluchtten toen ze de politie zagen. De politie kwam aan de gegevens van enkele jongeren en auto's. Enkele personen werden aangehouden. Een politiehelikopter vloog ongeveer een half uur boven Urk.

## Reacties
Volgens de Duitse krant FAZ willen sommige mensen zich het feesten niet laten afpakken. Sommigen feesten ondanks het risico van een infectie, anderen feesten juist omwille van een infectie. Ze denken namelijk dat je na het ziek worden immuun bent en dan weer normaal kunt leven. Wie nu snel besmet raakt heeft het dan doorstaan. Wetenschappers zouden ten slotte zeggen dat het nieuwe virus geen grote schade bij gezonde mensen onder de 60 kan veroorzaken. De Zwitserse krant NZZ legt uit dat soms ook jonge mensen serieus ziek of zelfs dood kunnen gaan. Bovendien is dit gedrag gevaarlijk voor de risicogroepen.
De vice-president van de Duitse overheidsorganisatie Robert Koch-instituut, Lars Schaade, waarschuwde voor coronaparty's binnen de eigen vier muren. 'Doe dat alsjeblieft niet. Beperk het sociale leven.'
De Beierse premier Markus Söder (CSU) zei op 19 maart 2020: 'We kregen nieuws dat er coronaparty's zijn onder jongeren [...].' Hij wees erop dat ouders en grootouders besmet kunnen raken - 'wie wil echt daarvoor verantwoordelijk zijn?' Hij had twee dagen eerder al opgemerkt: 'Sorry, maar dat kan gewoon niet [...]. Daarmee breng je mensen in gevaar.'
De minister van Volksgezondheid van de deelstaat Berlijn, Dilek Kalayci (SPD), zei op 21 maart 2020 dat het niet de tijd voor party's was. Sommige jonge mensen zouden denken: we gaan voor een infectie, want naar een beetje ziekte is het dan voor ons over. 'Maar dat kan je niemand garanderen!' De minister wees erop dat er ook veel jonge mensen met veel verantwoordelijkheidsgevoel en solidariteit met anderen zijn.
In Suriname ging de volgende reactie viraal van de directrice van het Directoraat Nationale Veiligheid, Danielle Veira, nadat ze op de hoogte kwam van de reclame van een club met naam 'Tequila': Ga naar die tequilaparty! [...] je ziet waar je de tijd zult doorbrengen de volgende avond [...] We gaan jullie allemaal oppakken, want jullie gaan niemands leven in gevaar brengen. Doe 't!
Nadat de Nederlandse veiligheidsregio's in opdracht van het kabinet op gingen treden tegen coronafeesten binnenshuis, rees de vraag of dit niet in strijd was met de Grondwet.